# Missions-Verkehrs-Arbeitsgemeinschaft
Die Missions-Verkehrs-Arbeitsgemeinschaft (MIVA) ist ein Hilfswerk der katholischen Kirche in Österreich und Deutschland mit dem Ziel, Fahrzeuge aller Art für den Einsatz in Mission und Entwicklungshilfe zu finanzieren. Aus aller Welt erhält sie Ansuchen um Unterstützung, die von den jeweiligen Diözesanbischöfen der jungen Kirchen befürwortet werden müssen. In Österreich entscheidet der Zuteilungsausschuss.
Gegründet wurde die Organisation ursprünglich in Deutschland 1927 von Paul Schulte. Als Hilfe für die Seelsorge in der Diaspora schuf der Bonifatiusverein 1949 die Diaspora-MIVA (Motorisierende Innerdeutsche Verkehrs-Arbeitsgemeinschaft).
Die österreichische Organisation (Sitz Stadl-Paura) hat die Rechtsform einer Kirchlichen Stiftung. Die MIVA Österreich führt alljährlich Ende Juli ihre Christophorus-Sammlung durch. Hierbei soll für jeden unfallfrei gefahrenen Kilometer 1 Zehntel-Cent für ein Missionsfahrzeug gespendet werden.